# Ансар ад-Дин
Ансар ад-Дин (араб. أنصار الدين‎ защитники веры) — террористическая группировка туарегов-исламистов на севере Мали, принимающая активное участие в вооруженном конфликте в Мали.
Основателем движения является Ияд Аг Гали.
Численность группировки на весну 2012 года составляла 300 бойцов; по другим данным, численность «Ансар ад-Дин» в апреле 2012 года не превышала сотни человек.
Движение подозревали в связях с «Аль-Каидой». Также его обвиняли в похищениях и торговле людьми.
На захваченных территориях активисты Ансар ад-Дин уничтожали культурные ценности, а также боролись с курением.

## История
Группировка впервые громко заявила о себе 30 марта 2012 года, захватив город Кидаль (Мали) и установив там свою штаб-квартиру; 2 апреля движение установило контроль над городом Томбукту, вытеснив оттуда сепаратистов (Национальное движение за освобождение Азавада).
Один из лидеров группировки Омар Хамаха заявил, что их целью является не отделение Азавада, а создание шариатского государства на всей территории Мали (по другим данным, не только на территории Мали, но также и в Алжире, Нигере и Мавритании).
В январе 2013 года отряды движения сражались с франко-малийскими войсками за город Кона.
20 ноября 2015 года боевики этой группировки захватили отель Radisson Blu в столице Мали Бамако. Погибли 19 человек, среди которых 6 граждан России.
В марте 2017 года Ияд Аг Гали появился на видео вместе с лидерами сахарского отделения Аль-Каиды в странах исламского Магриба, Аль-Мурабитуна и Фронта освобождения Масины, в котором было объявлено, что их группы объединяются в организацию под названием Джамаат Нусрат аль-Ислам валь-Муслимин.